# Willem Melching
Willem Frederik Bernard Melching (1954) is een Nederlands historicus.

## Levensloop
Melching studeerde geschiedenis aan de Universiteit Leiden en de Freie Universität Berlin. Hij promoveerde in 1988. Hij was werkzaam aan de Universiteit Leiden als universitair docent tot 1989. Van 1989 tot en met 2020 was hij als historicus verbonden aan de Universiteit van Amsterdam. Hij heeft een aantal publicaties op zijn naam staan over de Europese geschiedenis. Zijn specialisatie is Duitsland. Daarnaast publiceert hij regelmatig essays, onder andere in het Historisch Nieuwsblad.

## Media
In de media is Melching bekend om zijn commentaren op actuele ontwikkelingen in Duitsland. Hij trad geregeld op in het radioprogramma OBA live, de afleveringen die verzorgd worden door Human, waar hij regelmatig een historisch boek becommentarieert dan wel zijn eigen publicaties toelicht. Verder kwam hij in 2007 in het nieuws door zijn bekritisering van de televisieserie In Europa, waarbij hij de makers, met name Geert Mak, verweet regelmatig met de feiten een loopje te nemen en te veel een "hap-snap" fragmentarische serie te hebben neergezet, waarin elke samenhang ontbrak.. In het radioprogramma OVT, dat vooraf aan de wekelijkse televisie-uitzendingen een bespiegeling gaf, werd dit uitvoerig besproken. Ook was hij enige tijd als zondagscolumnist aan de Volkskrant verbonden.

## Specialisatie
Melchings proefschrift Republikaner ohne Republik ging over links-liberale intellectuelen in de jaren twintig en dertig van de vorige eeuw. Hij schrijft veelal over Duitse geschiedenis van de twintigste eeuw. Hij publiceerde over de geschiedenis van de twee naoorlogse staten: de Bondsrepubliek Duitsland en de Duitse Democratische Republiek (DDR).
Hij schreef een Hitler-biografie waarin hij Hitler plaatst in de historische en culturele context van zijn tijd. Melching verzorgde commentaar bij de Nederlandse editie van Mein Kampf. Deze editie verscheen onder de titel Mijn Strijd. Hij schreef een centrale inleiding en voorzag elk hoofdstuk van een inleiding.
Zijn meeste recente werk is een politieke biografie van de Nederlandse essayist Karel van het Reve.

## Werken
- Republikaner ohne Republik. Het beeld van samenleving en politiek in de Weltbühne. 1918-1933 (Amsterdam 1989) dissertatie Universiteit Leiden
- Main Trends in Cultural History: Ten Essays, Met Wyger Velema, (Amsterdam 1994)
- Grote geschiedenis quiz, oefenboek, uitgeverij Veen Magazines (Diemen 2004)
- Ooggetuigen van het Derde Rijk, in meer dan 100 reportages, uitgeverij Bert Bakker (Amsterdam 2006) - mede-auteur Marcel Stuivenga
- Ooggetuigen van de Eerste Wereldoorlog, in meer dan 100 reportages, uitgeverij Bert Bakker (Amsterdam 2006) - mede-auteur Marcel Stuivenga
- Ooggetuigen van de Koude Oorlog, in meer dan 100 reportages, uitgeverij Bert Bakker (Amsterdam 2007) - mede-auteur Marcel Stuivenga
- Het wonder Duitsland, 20 portretten, (portretten van prominente Duitsers), uitgeverij Nieuw Amsterdam (Amsterdam 2009) - mede-auteur Frits Boterman
- Joseph Goebbels, Hitlers spindoctor, citaten uit het dagboek van Goebbels, uitgeverij Bert Bakker (Amsterdam 2011)
- Hitler (opkomst en ondergang van een Duits politicus), biografie, uitgeverij Prometheus (Amsterdam 2013)[15]
- Van het socialisme de dingen die voorbij gaan, een geschiedenis van de DDR 1945-2000. Uitgeverij Prometheus (Amsterdam 2014)
- Na de catastrofe, de Eerste Wereldoorlog en de zoektocht naar een nieuw Europa. Uitgeverij Nieuw Amsterdam (Amsterdam 2014) - mede-auteur Frits Boterman, co-auteur Arnold Labrie
- Waarom Duitsland?, Leider van Duitsland tegen wil en dank. Uitgeverij Prometheus (Amsterdam 2016)
- Modern Duitsland (reeks Elementaire Deeltjes, AUP Amsterdam 2017).
- Mijn Strijd, inleidingen en commentaren bij Adolf Hitler. Uitgeverij Prometheus (Amsterdam 2018) - vertaling Mario Molegraaf
- De zelfdenker. Karel van het Reve 1921-1999. Uitgeverij Prometheus (Amsterdam 2023)